# 军政长官公署
军政长官公署是第二次国共内战后期，中华民国政府设立的地方军政事务高级統轄机构。

## 华南军政长官公署
华南军政长官公署于1949年末由广州绥靖公署扩增而得，首任长官余汉谋。